# Liste der Biografien/Fren
Liste der Biografien |
Portal Biografien |
Personensuche
# |
A |
B |
C |
D |
E |
F |
G |
H |
I |
J |
K |
L |
M |
N |
O |
P |
Q |
R |
S |
T |
U |
V |
W |
X |
Y |
Z |
?
 
Fa |
Fe |
Ff |
Fh |
Fi |
Fj |
Fk |
Fl |
Fm |
Fn |
Fo |
Fr |
Ft |
Fu |
Fy
 
Fra |
Frc |
Fre |
Frg |
Fri |
Frk |
Frl |
Fro |
Frr |
Fru |
Fry
 
Frea |
Freb |
Frec |
Fred |
Free |
Freg |
Freh |
Frei |
Frej |
Frek |
Frel |
Frem |
Fren |
Freo |
Frep |
Freq |
Frer |
Fres |
Fret |
Freu |
Frev |
Frew |
Frey |
Frez
Die Liste der Biografien führt alle Personen auf, die in der deutschsprachigen Wikipedia einen Artikel haben. Dieses ist eine Teilliste mit 253 Einträgen von Personen, deren Namen mit den Buchstaben „Fren“ beginnt.

## Fren

### Frena
- Frenademez, Karl (* 1970), italienischer Snowboarder
- Frénaud, André (1907–1993), französischer Schriftsteller
- Frenay, Henri (1905–1988), französischer Politiker und Offizier, Résistancemitglied
- Frenay, Ignaz (1858–1912), Landtagsabgeordneter Großherzogtum Hessen

### Frenc
- Frencel, Abraham (1656–1740), sorbischer lutherischer Geistlicher Historiograph
- Frencel, Michał (1628–1706), obersorbischer Schriftsteller, evangelisch-lutherischer Pfarrer
- French Gates, Melinda (* 1964), US-amerikanische Geschäftsfrau und Philanthropin
- French Kiwi Juice (* 1990), französischer DJ
- French Montana (* 1984), US-amerikanischer Rapper und SängerFrench Montana (* 1984)

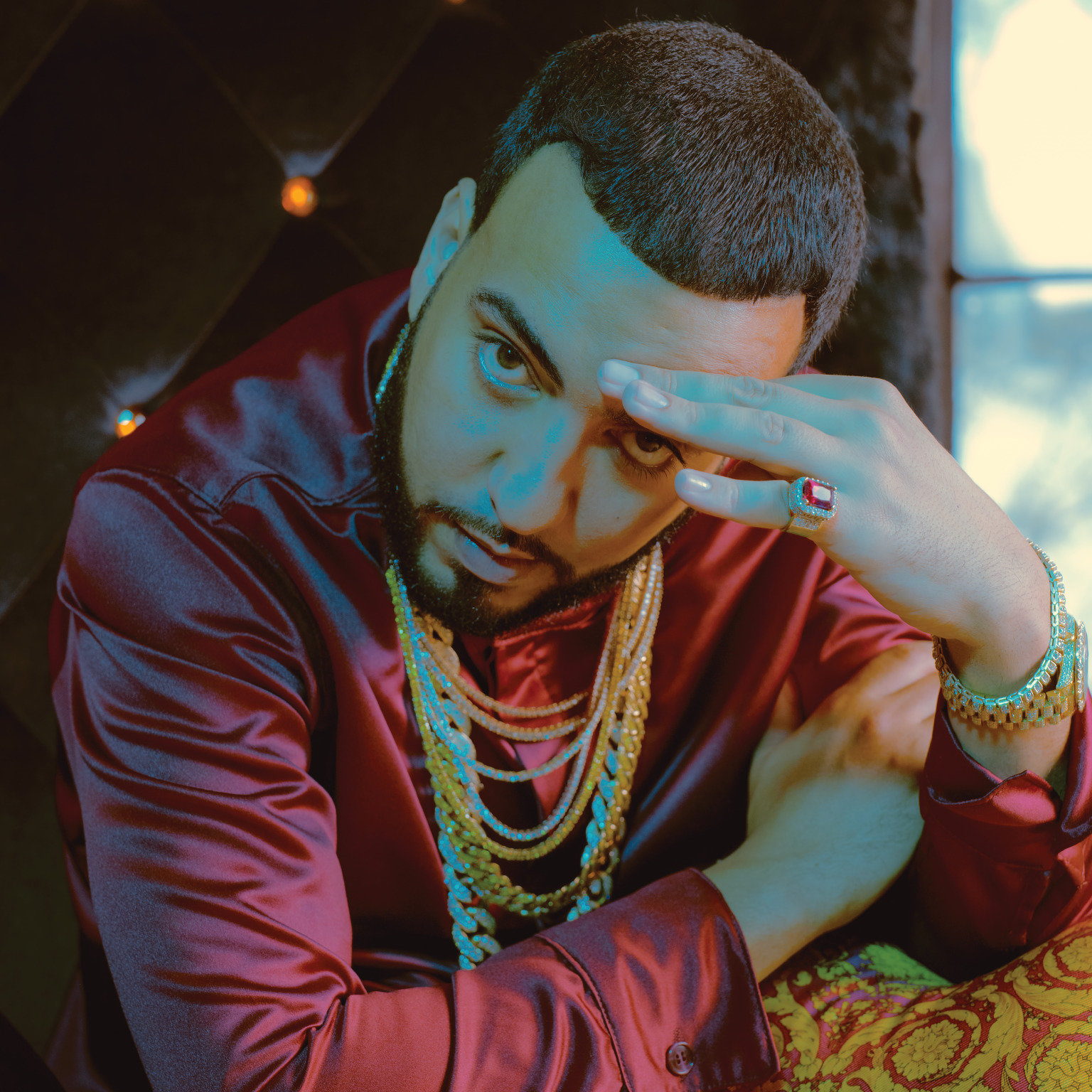
French Montana (* 1984)

- French Sheldon, Mary (1847–1936), US-amerikanische Forschungsreisende und Schriftstellerin
- French, Ann (* 1960), US-amerikanische Badmintonspielerin
- French, Anthony (1920–2017), britischer Physiker
- French, Augustus (1808–1864), US-amerikanischer Politiker
- French, Bob (1938–2012), US-amerikanischer Jazzmusiker und Rundfunkmoderator
- French, Burton L. (1875–1954), US-amerikanischer Politiker
- French, Calum (* 1995), britischer Boxer
- French, Camille (* 1990), neuseeländische Langstreckenläuferin
- French, Carlos (1835–1903), US-amerikanischer Politiker
- French, Charles Stacy (1907–1995), US-amerikanischer Biochemiker und Erfinder
- French, Daniel Chester (1850–1931), US-amerikanischer Bildhauer
- French, David (1939–2010), kanadischer Dramatiker
- French, David H. (1933–2017), britischer Archäologe und Epigraphiker
- French, Dawn (* 1957), britische Schauspielerin und KomikerinDawn French (* 1957)

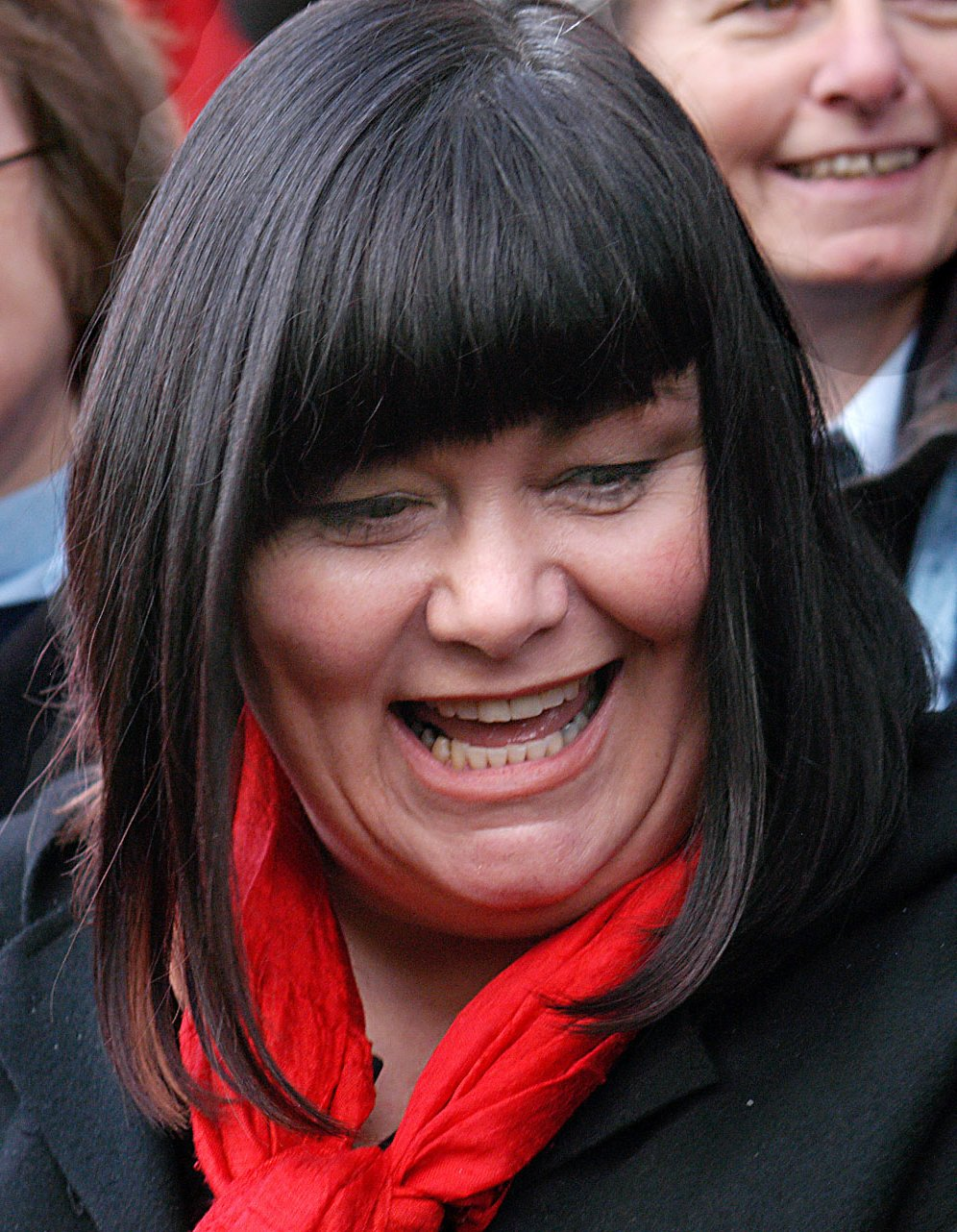
Dawn French (* 1957)

- French, Dolores (* 1951), US-amerikanische Prostituierte und Frauenrechtlerin
- French, Doug (* 1935), englischer Snookerspieler
- French, Ed (* 1951), US-amerikanischer Maskenbildner und Spezialeffektkünstler
- French, Edward Lewis (* 1982), britischer Schauspieler und Synchronsprecher
- French, Elizabeth Bayard (1931–2021), britische Klassische Archäologin
- French, Ezra B. (1810–1880), US-amerikanischer Politiker
- French, George (1944–2024), US-amerikanischer R&B- und Jazzmusiker (Bass, Gesang)
- French, Graeme (1927–2012), australischer Bahnradsportler
- French, Hannah (* 1994), britische Hockeyspielerin
- French, Harold (1897–1997), britischer Schauspieler
- French, Howard W. (* 1957), US-amerikanischer Journalist, Autor und Fotograf sowie Professor für Journalismus an der Columbia University Graduate School of Journalism
- French, Jackie (* 1953), australische Schriftstellerin
- French, Jahmil (1992–2021), kanadischer Schauspieler
- French, Jaime (* 1989), US-amerikanische Fußballspielerin
- French, James (* 1992), US-amerikanischer Automobilrennfahrer
- French, Jim (1932–2017), US-amerikanischer Fotograf, Autor und Filmproduzent
- French, Joe (* 1949), britischer Air Chief Marshal
- French, John (* 1949), US-amerikanischer Schlagzeuger und Sänger
- French, John R. (1819–1890), US-amerikanischer Politiker
- French, John R. P. (1913–1995), US-amerikanischer Psychologe und Hochschullehrer
- French, John, 1. Earl of Ypres (1852–1925), britischer FeldmarschallJohn French, 1. Earl of Ypres (1852–1925)

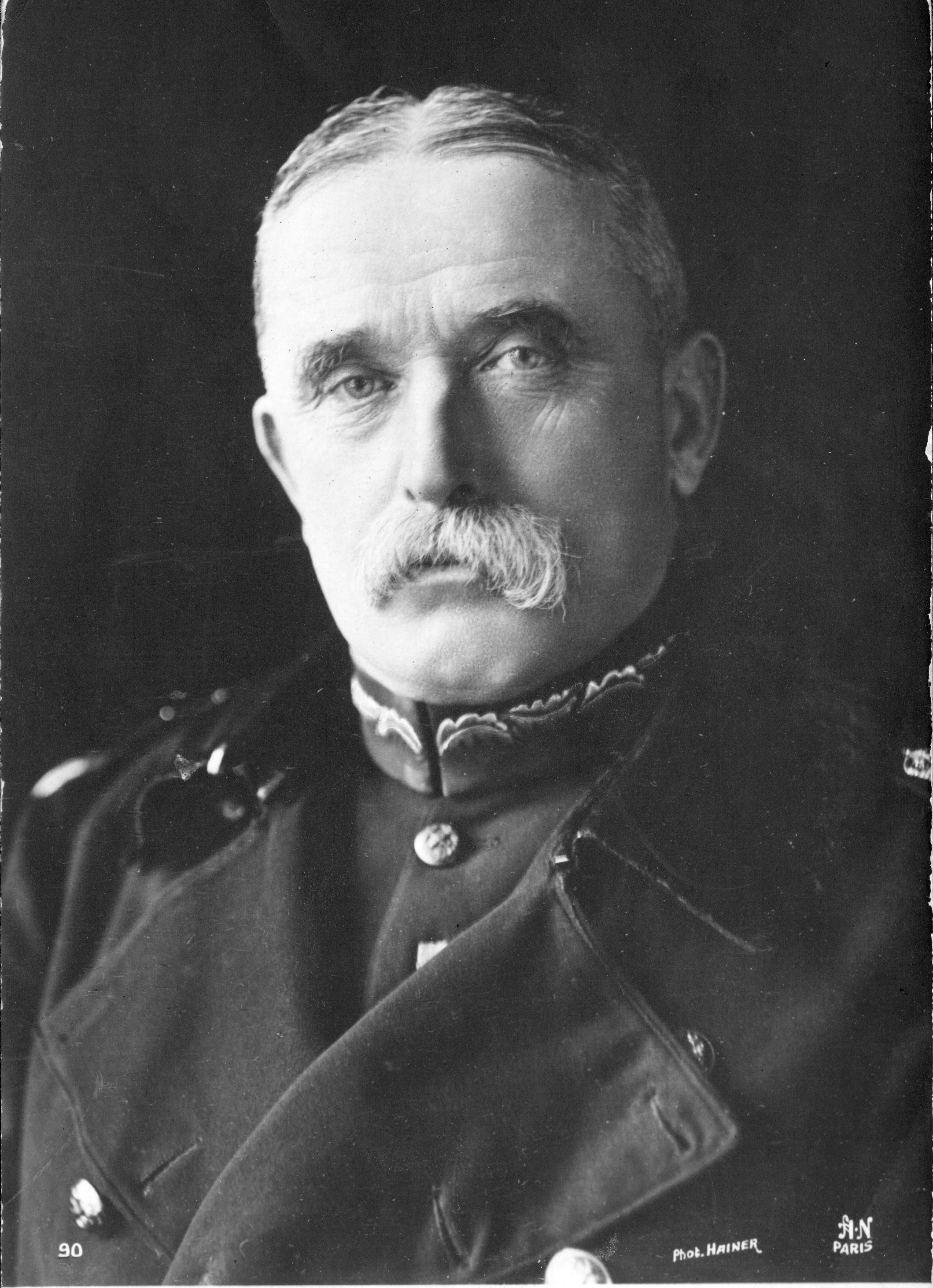
John French, 1. Earl of Ypres (1852–1925)

- French, Kate (* 1991), britische Pentathletin
- French, Kathrine S. (1922–2006), US-amerikanische Anthropologin
- French, Kenneth (* 1954), US-amerikanischer Ökonom
- French, Leonard (1928–2017), australischer Glaskünstler
- French, Leslie (1904–1999), britischer Schauspieler
- French, Linda (* 1964), US-amerikanische Badmintonspielerin
- French, Marilyn (1929–2009), US-amerikanische Schriftstellerin und Literaturwissenschaftlerin
- French, Mark (* 1971), kanadischer Eishockeyspieler und -trainer
- French, Mark (* 1984), australischer Bahnradsportler
- French, Mele (* 1984), US-amerikanische Fußballspielerin
- French, Neville Arthur Irwin (1920–1996), britischer Diplomat und Gouverneur
- French, Nicki (* 1964), englische Sängerin
- French, Nora May (1881–1907), US-amerikanische Schriftstellerin, Dichterin und Dramatikerin
- French, Patrick (1966–2023), britischer Historiker und Literaturwissenschaftler
- French, Percy (1854–1920), irischer Songschreiber und Unterhaltungskünstler
- French, Philip (1933–2015), britischer Filmkritiker und Hörfunkproduzent
- French, Pru (* 1950), britische Speerwerferin
- French, Richard (1792–1854), US-amerikanischer Rechtsanwalt und Politiker
- French, Sam (* 1976), US-amerikanischer Filmregisseur und Drehbuchautor
- French, Samuel Gibbs (1818–1910), General der Konföderierten im Amerikanischen Bürgerkrieg
- French, Seán (1931–2011), irischer Politiker
- French, Sean (* 1959), englischer Schriftsteller
- French, Shannon E. (* 1970), US-amerikanische Philosophin und Hochschullehrerin
- French, Susan (1912–2003), US-amerikanische Schauspielerin
- French, Tana (* 1973), irische Krimi-Schriftstellerin
- French, Tim, US-amerikanischer Politiker (Republikaner)
- French, Valerie (1932–1990), britische Schauspielerin
- French, Victor (1934–1989), US-amerikanischer Schauspieler und Regisseur
- French, Vivian (* 1945), britische Kinderbuchautorin
- French, Wesley (* 1996), US-amerikanischer American-Football-Spieler
- French, William († 1898), englischer Kupferstecher
- French, William H. (1815–1881), General der Nordstaaten im Amerikanischen Bürgerkrieg
- Frencham, James, englischer Apotheker am russischen Zarenhof
- Frenck, Élodie (* 1975), französisch-schweizerische SchauspielerinÉlodie Frenck (* 1975)

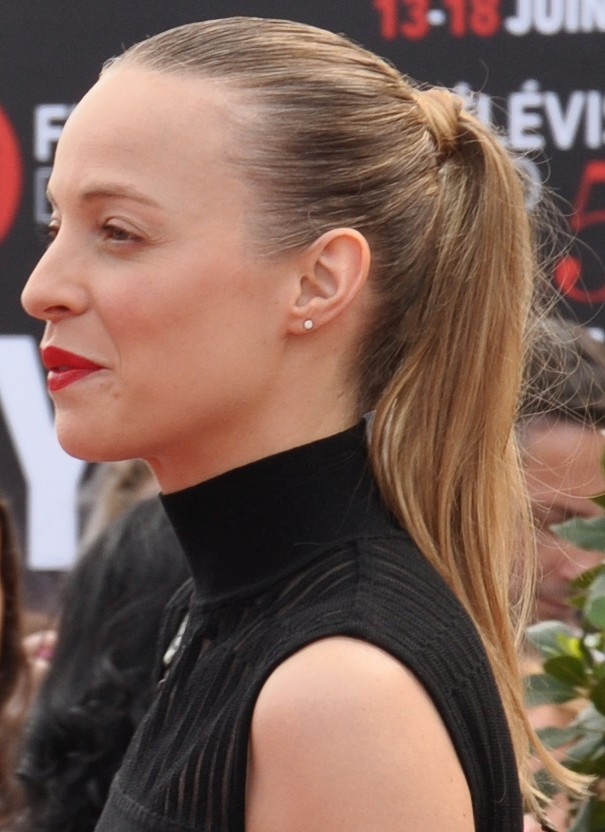
Élodie Frenck (* 1975)

- Frenck, Tommy (* 1987), deutscher rechtsextremer Politiker (NPD)
- Frenckell, Erik von (1887–1977), finnischer Unternehmer, Bürgermeister, Mitglied des Parlaments von Finnland und Sportfunktionär
- Frenckell, Jan von (* 1965), deutscher Journalist und Chefredakteur

### Frend
- Frend Öfors, Emil (* 1994), schwedischer Handballspieler
- Frend, Charles (1909–1977), britischer Filmeditor und Filmregisseur
- Frendo, Cleavon (* 1985), maltesischer Fußballspieler
- Frendo, George Anthony (* 1946), maltesischer Ordensgeistlicher, emeritierter römisch-katholischer Erzbischof von Tirana-Durrës
- Frendo, Michael (* 1955), maltesischer Politiker und Außenminister
- Frendo, Ramona (* 1971), maltesische Juristin
- Frendrup, Morten (* 2001), dänischer Fußballspieler

### Frene
- Frêne, Théophile-Rémy (1727–1804), Schweizer reformierter Theologe
- Freneau, Philip (1752–1832), amerikanischer Dichter
- Frenel, Yitzhak Frenkel (1899–1981), israelischer Maler und Bildhauer
- Frener, Cölestin (1664–1737), deutscher Abt der Reichsabtei Ochsenhausen
- Frenet, Jean Frédéric (1816–1900), französischer Mathematiker, Astronom und Meteorologe
- Frenette, Peter (* 1992), US-amerikanischer Skispringer
- Freney, Denis (1936–1995), australischer Journalist
- Freney, James (1719–1788), irischer Räuber

### Freng
- Frenger, Hardy (* 1922), deutscher Turner und Turntrainer
- Frengl, Karl (1860–1919), böhmischer Jurist und Politiker
- Frenguelli, Tony (* 1894), italienischer Kameramann und Filmregisseur

### Freni
- Freni, Melo (* 1934), italienischer Autor und Filmregisseur
- Freni, Mirella (1935–2020), italienische Opernsängerin (lyrischer Sopran)Mirella Freni (1935–2020)

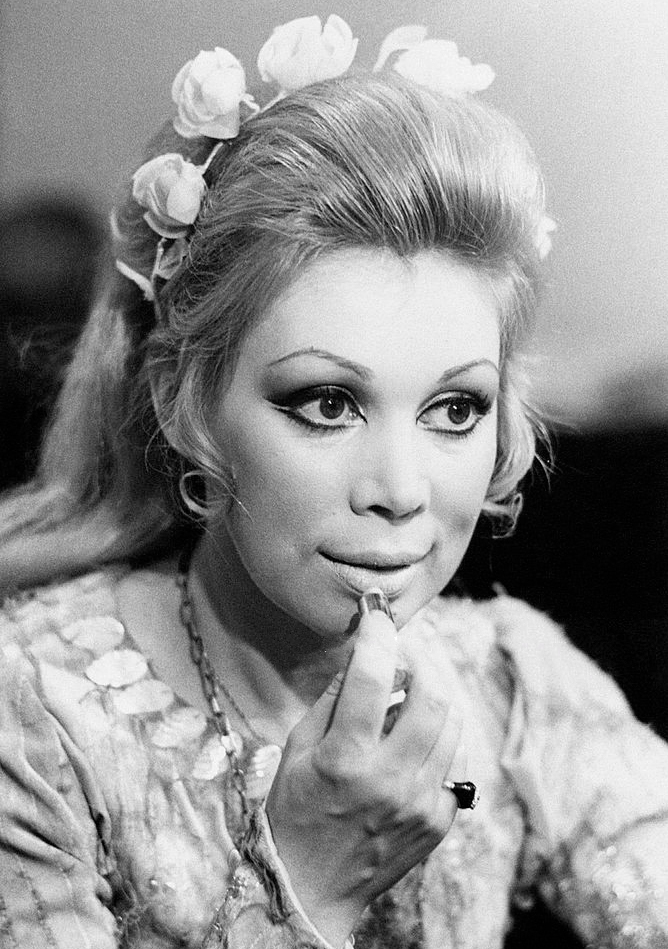
Mirella Freni (1935–2020)

- Frénicle de Bessy, Bernard († 1675), französischer Mathematiker
- Frénicle, Nicolas (1600–1666), französischer Schriftsteller
- Freninger, Franz Xaver (1824–1893), deutscher Kopist und Volkskundler

### Frenk
- Frenk, Carlos (* 1951), britisch-mexikanischer Astrophysiker
- Frenk, Marina (* 1986), deutsche Schauspielerin, Hörspielsprecherin und Musikerin
- Frenk, Ruth (* 1946), deutsch-niederländische Lied- und Konzertsängerin
- Frenk-Westheim, Mariana (1898–2004), deutsch-mexikanische Prosa-Schriftstellerin, Hispanistin, Literaturdozentin, Übersetzerin
- Frenke, Eugene (1895–1984), russisch-amerikanischer Regisseur, Produzent und Drehbuchautor
- Frenkel, Alexander (* 1985), deutscher Boxer
- Frenkel, Aya (* 1967), israelische Konzeptkünstlerin
- Frenkel, Chanan (1905–1957), deutsch-israelischer Architekt
- Frenkel, Daan (* 1948), niederländischer Chemiker
- Frenkel, Danielle (* 1987), israelische Hochspringerin
- Frenkel, Edward (* 1968), US-amerikanischer Mathematiker
- Frenkel, Françoise (1889–1975), polnische Buchhändlerin und Autorin
- Frenkel, Hermann (1850–1932), Geheimer Kommerzienrat, Partner der Jacquier- und Securius-Bank
- Frenkel, Igor (* 1952), US-amerikanischer Mathematiker
- Frenkel, Jacob A. (* 1943), israelischer Ökonom
- Frenkel, Jakow Iljitsch (1894–1952), sowjetischer Physiker
- Frenkel, Jan Abramowitsch († 1989), sowjetischer Musiker, Komponist und Schauspieler
- Frenkel, Marcel (1907–1960), deutscher Jurist und Antifaschist
- Frenkel, Max (1938–2022), Schweizer Journalist
- Frenkel, Michael (* 1954), deutscher Ökonom
- Frenkel, Naftali Aronowitsch (1883–1960), sowjetischer GULag-VerantwortlicherNaftali Aronowitsch Frenkel (1883–1960)

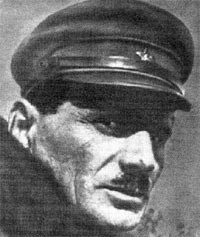
Naftali Aronowitsch Frenkel (1883–1960)

- Frenkel, Nicole (* 1998), US-amerikanische Tennisspielerin
- Frenkel, Peter (* 1939), deutscher Leichtathlet und Olympiasieger
- Frenkel, Sara (* 1922), polnische ehemalige Zwangsarbeiterin
- Frenkel, Sergei (* 1984), israelischer Eishockeyspieler
- Frenkel, Stefan (1902–1979), Komponist
- Frenkel, Theo (1871–1956), niederländischer Filmregisseur, Schauspieler und Drehbuchautor der Stummfilmzeit
- Frenkel, Vera (* 1938), slowakisch-kanadische Videokünstlerin
- Frenkel-Brunswik, Else (1908–1958), österreichisch-US-amerikanische Psychologin und Psychoanalytikerin
- Frenken, Adolf (1885–1930), Schweizer Fussballspieler
- Frenken, Friedhelm (* 1956), deutscher Fußballspieler und -trainer
- Frenken, Goswin (1887–1945), deutscher Literaturwissenschaftler und Opfer des Nationalsozialismus
- Frenken, Josef (1854–1943), deutscher Jurist, Verwaltungsbeamter und Politiker (Zentrum)
- Frenken, Miriam (* 1984), deutsche Kanutin
- Frenken, Wil (* 1935), deutscher Aktionskünstler
- Frenkert, Lukas (* 2000), deutscher Fußballspieler
- Frenkewa, Antoaneta (* 1971), bulgarische Schwimmerin
- Frenkie (* 1982), bosnischer RapperFrenkie (* 1982)

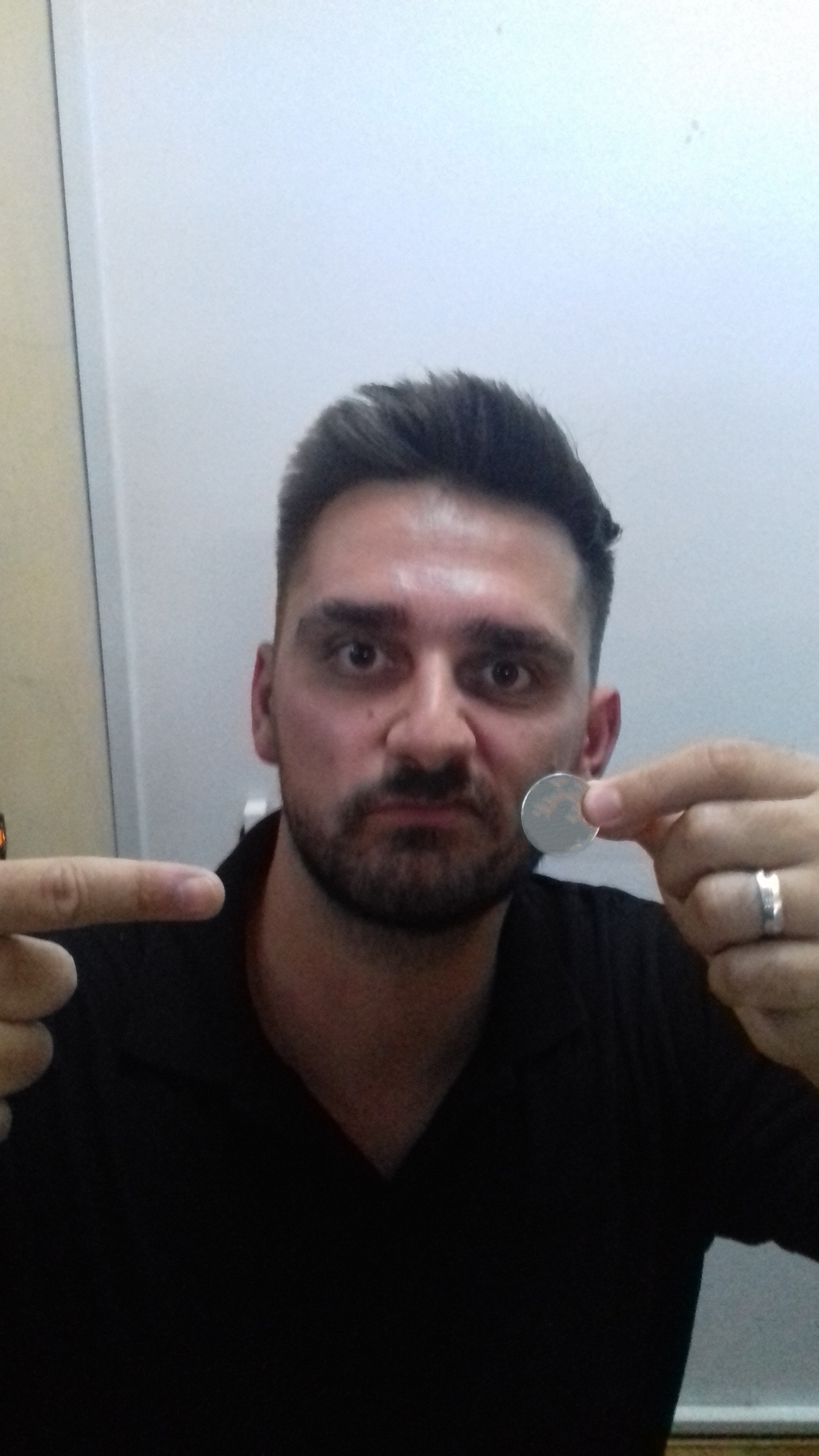
Frenkie (* 1982)

- Frenkiel, Richard H. (* 1943), US-amerikanischer Ingenieur und Mobilfunk-Pionier
- Frenking, Gernot (* 1946), deutscher theoretischer Chemiker
- Frenkler, Fritz (* 1954), deutscher Designer

### Frenn
- Frenn, George (1941–2006), US-amerikanischer Hammerwerfer
- Frenna (* 1991), niederländischer Rapper
- Frennet, Valère (* 1939), belgischer Radrennfahrer

### Frens
- Frensch, Michael (* 1948), anthroposophischer Autor
- Frensch, Norbert (* 1960), deutscher Maler
- Frensch, Peter (* 1956), deutscher Psychologe
- Frenschkowski, Marco (* 1960), deutscher evangelischer Theologe und Religionswissenschaftler
- Frensdorff, Ferdinand (1833–1931), deutscher Germanist, Jurist und Rechtshistoriker
- Frensdorff, Martin (1669–1736), sächsisch-polnischer Diplomat in Russland, Schweden und Danzig
- Frensdorff, Salomon († 1880), deutscher Orientalist
- Frenssen, Birte (* 1967), deutsche Kunsthistorikerin und Kuratorin
- Frenssen, Gustav (1863–1945), deutscher SchriftstellerGustav Frenssen (1863–1945)

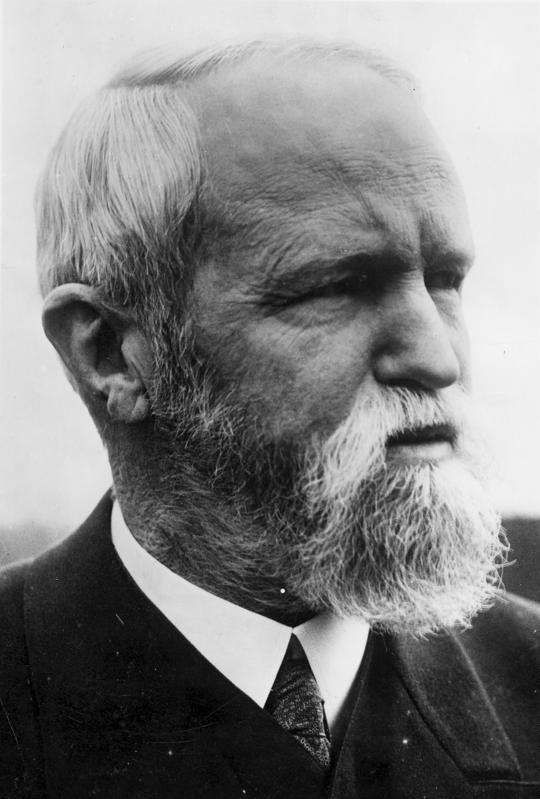
Gustav Frenssen (1863–1945)

- Frenssen, Hans Nikolai (1798–1833), deutscher Jurist und Landvogt von Sylt
- Frenssen, Thea (1895–1980), deutsche Eiskunstläuferin

### Frent
- Frențiu, Valeriu Traian (1875–1952), rumänischer Geistlicher, Bischof von Großwardein, Bischof von Lugoj
- Frentz, Eva-Christine (* 1955), deutsche Juristin, ehemalige Richterin am Bundesverwaltungsgericht
- Frentz, Johann Adolf von († 1699), Domherr in Münster und Hildesheim
- Frentz, Walter (1907–2004), deutscher Fotograf, Kameramann und Farbfotopionier
- Frentzel, Adolf (1833–1905), deutscher Kaufmann und Verbandsfunktionär
- Frentzel, Heinz (1921–2006), deutscher Journalist
- Frentzel, Johann (1609–1674), lutherischer Theologe und 1650 kaiserlich gekrönter Dichter
- Frentzel, Louise (1902–1978), deutsche Juristin und Richterin
- Frentzel, Salomon Gottlob (1701–1768), sorbisch-deutscher Geistlicher, Ortschronist der Stadt Hoyerswerda
- Frentzel-Beyme, Charles Stanislaus (1788–1860), deutscher Kaufmann und preußischer Abgeordneter
- Frentzen, Georg (1854–1923), deutscher Architekt und Hochschullehrer
- Frentzen, Heinz-Harald (* 1967), deutscher RennfahrerHeinz-Harald Frentzen (* 1967)

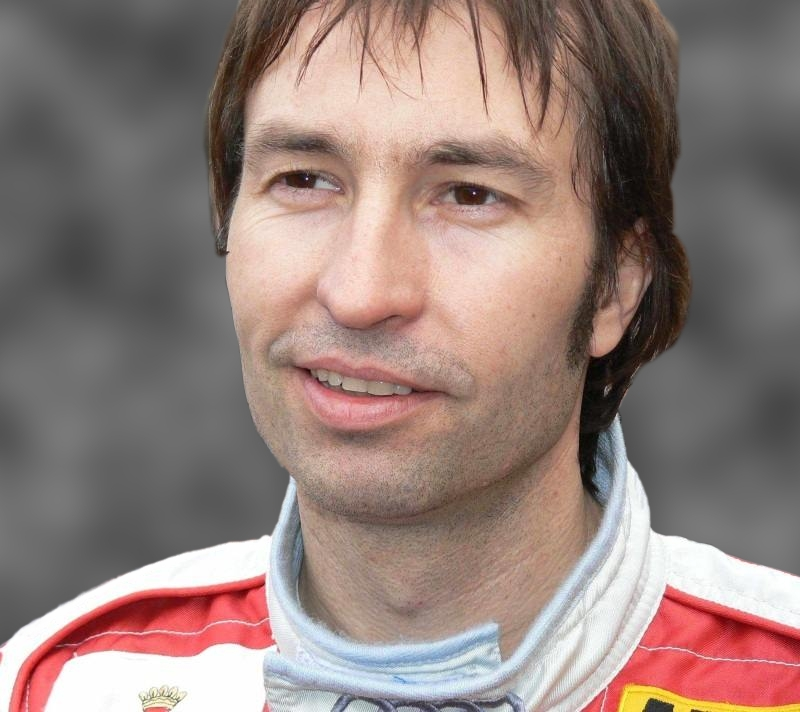
Heinz-Harald Frentzen (* 1967)

- Frentzen, Kurt (1892–1945), deutscher Paläontologe und Paläobotaniker

### Freny
- Freny, Rudolf (1825–1893), österreichischer Opernsänger (Bariton)

### Frenz
- Frenz, Achim (1957–2024), deutscher Karikaturist und Humorist, Museumsleiter und Herausgeber
- Frenz, Alexander (1861–1941), deutscher Maler der Moderne und Kunstprofessor an der RWTH Aachen
- Frenz, Barbara (* 1961), deutsche Historikerin und Autorin
- Frenz, Bernd (* 1964), deutscher Autor
- Frenz, Gustav (1884–1960), deutscher Industriemanager
- Frenz, Hans G. (* 1945), deutscher Klassischer Archäologe
- Frenz, Helmut (1933–2011), deutscher evangelisch-lutherischer Bischof, Theologe, Flüchtlingsbeauftragter und Menschenrechtsaktivist
- Frenz, Hugo (* 1888), deutscher Journalist, Schriftsteller und Politiker
- Frenz, Ron (* 1960), US-amerikanischer Comiczeichner
- Frenz, Simon (* 1970), deutscher Squashspieler
- Frenz, Thomas (* 1947), deutscher Historiker
- Frenz, Victoria (* 1992), deutsche Synchronsprecherin
- Frenz, Walter (* 1965), deutscher Rechtswissenschaftler
- Frenz, Wolfgang (* 1936), deutscher Rechtsextremist und V-Mann
- Frenzel, Alba (* 1984), deutsche Künstlerin und Fotografin
- Frenzel, Albrecht (* 1966), deutscher Medienmanager, Journalist und Leiter der Verwaltungsdirektion des Bayerischen Rundfunks
- Frenzel, Alfons (1946–2015), sorbischer Autor
- Frenzel, Alfred (1899–1968), deutscher Politiker (SPD), MdL, MdB
- Frenzel, Anton (1790–1873), katholischer Theologe und Weihbischof
- Frenzel, Bartholomäus, neulateinischer Dichter
- Frenzel, Bill (1928–2014), US-amerikanischer Politiker
- Frenzel, Bruno (1944–1983), deutscher Rock-Gitarrist und Komponist
- Frenzel, Burkhard (1928–2010), deutscher Geograph und Botaniker
- Frenzel, Carl Eduard (* 1812), deutscher Lehrer und Autor
- Frenzel, Christian (* 1963), deutscher Richter und Politiker (SPD)
- Frenzel, Curt (1900–1970), deutscher Pädagoge und sozialdemokratischer Journalist
- Frenzel, Dieter (* 1955), deutscher Eishockeyspieler und -trainer
- Frenzel, Elisabeth (1915–2014), deutsche Literaturwissenschaftlerin
- Frenzel, Eric (* 1988), deutscher Nordischer KombiniererEric Frenzel (* 1988)

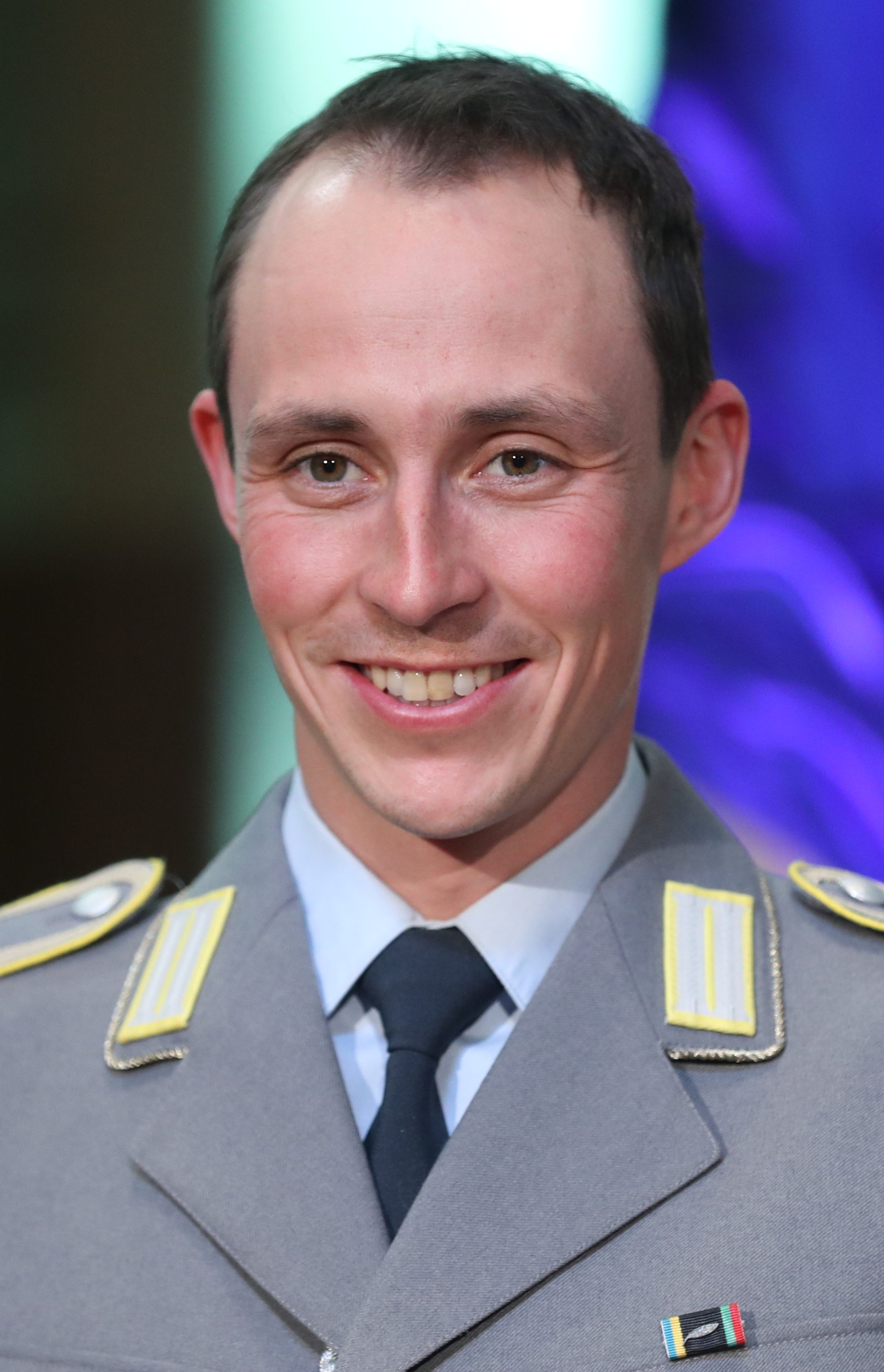
Eric Frenzel (* 1988)

- Frenzel, Ernst (1904–1978), deutscher Politiker (NSDAP) und SA-Führer
- Frenzel, Franz Justus (1740–1823), deutscher Pfarrer und Botaniker
- Frenzel, Franz Xaver (* 1945), österreichischer Komponist
- Frenzel, Fridolin (1930–2019), deutscher Maler, Grafiker, Zeichner und Textilkünstler mit Ateliers in Frankfurt am Main, Beuerberg (Oberbayern), Berlin und Kleinmachnow
- Frenzel, Friedrich August (1814–1897), deutscher Historienmaler und Lithograf
- Frenzel, Friedrich August (1842–1902), deutscher Mineraloge
- Frenzel, Hans (1895–1966), österreichischer Rechnungshofpräsident und Politiker
- Frenzel, Hans (1928–2020), deutscher Eishockeytorhüter und -trainer
- Frenzel, Hans der Reiche (1463–1526), deutscher Bauherr, Grundbesitzer, Biereigner und Kaufmann
- Frenzel, Heiko (* 1987), deutscher Unternehmer und Hacker
- Frenzel, Heinz (1920–2005), deutscher Fußballspieler und -trainer
- Frenzel, Henning (* 1942), deutscher FußballspielerHenning Frenzel (* 1942)

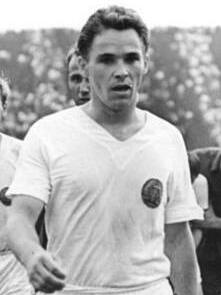
Henning Frenzel (* 1942)

- Frenzel, Herbert (1913–1968), deutscher Romanist und Italianist
- Frenzel, Herbert A. (1908–1995), deutscher Skandinavist, Theater- und Literaturwissenschaftler
- Frenzel, Hermann (1895–1967), deutscher HNO-Arzt
- Frenzel, Ingo Ludwig (* 1966), deutscher Filmkomponist
- Frenzel, Ivo (1924–2014), deutscher Philosoph, Lektor, Wissenschaftsredakteur und Verlagsleiter
- Frenzel, Joachim (1515–1565), Grundherr
- Frenzel, Johann Gottfried Abraham (1782–1855), deutscher Landschaftsmaler, Zeichner, Kupferstecher und Kunstschriftsteller
- Frenzel, Johann Gottlieb (1715–1780), deutscher Jurist
- Frenzel, Johannes (1907–1945), deutsch-polnischer römisch-katholischer Geistlicher und Märtyrer
- Frenzel, Julius (1830–1880), deutscher Verwaltungsjurist und Landrat
- Frenzel, Julius (1861–1935), deutscher Lehrer und Heimatforscher
- Frenzel, Jürgen (1922–1986), deutscher Politiker (SPD), MdL
- Frenzel, Karl (1827–1914), deutscher Schriftsteller, Essayist und Theaterkritiker
- Frenzel, Karl (1911–1996), deutscher SS-Oberscharführer und Lagerkommandant des Vernichtungslagers Sobibor I

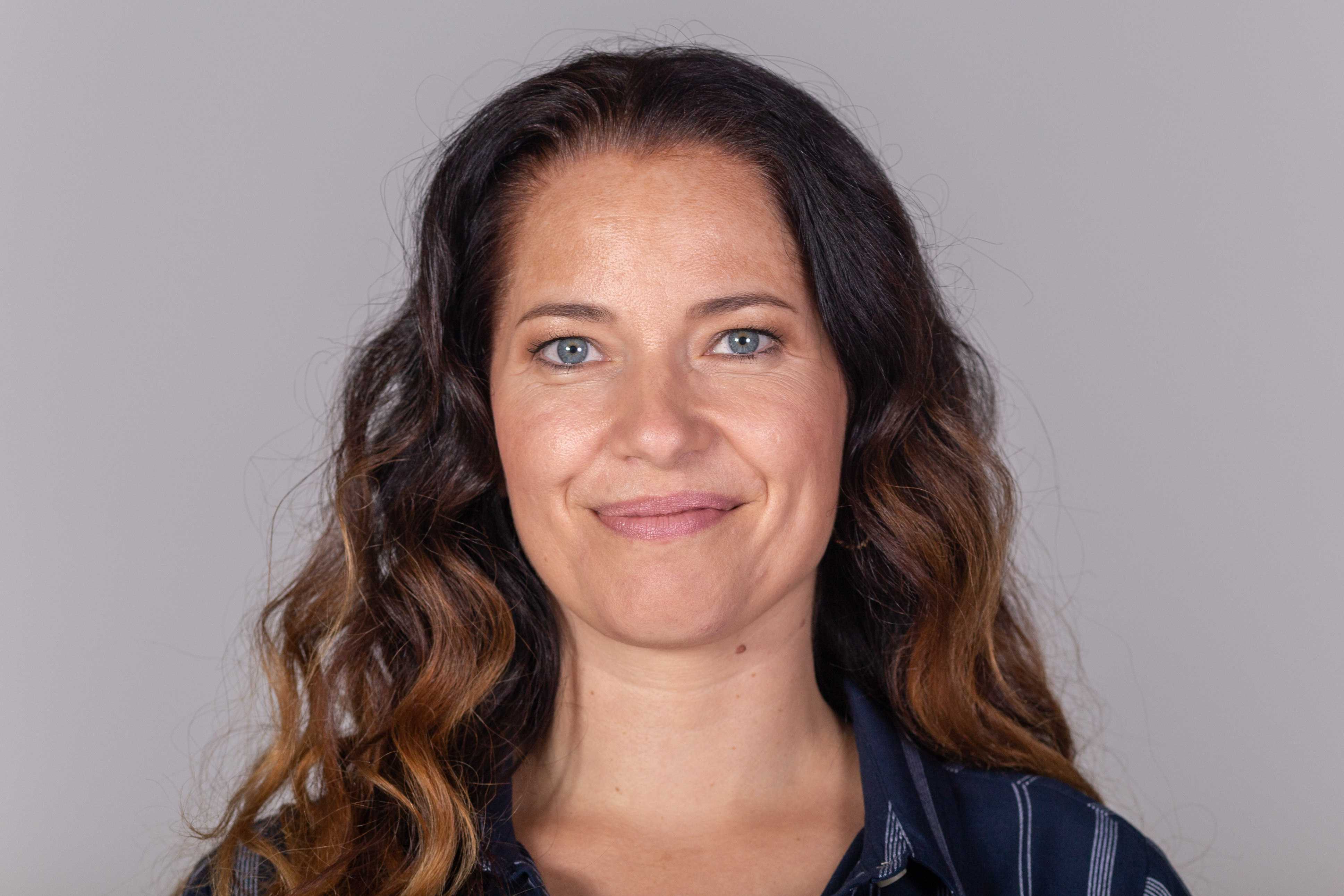
Katja Frenzel (* 1974)

- Frenzel, Katja (* 1974), deutsche SchauspielerinKatja Frenzel (* 1974)
- Frenzel, Katrein (* 1974), deutsche Schauspielerin
- Frenzel, Klaus (1947–2025), deutscher Schauspieler und Puppenspieler
- Frenzel, Korbinian (* 1978), deutscher Journalist
- Frenzel, Markus (* 1976), deutscher Journalist und Buchautor
- Frenzel, Martial (* 1985), deutscher Jazzmusiker (Schlagzeug)
- Frenzel, Matthias (* 1982), deutscher Eishockeyspieler
- Frenzel, Max (1891–1975), deutscher Politiker (KPD) und Gewerkschafter
- Frenzel, Michael (* 1947), deutscher Manager
- Frenzel, Monika (* 1950), österreichische Kunsthistorikerin, Buchautorin und Kuratorin von historischen Ausstellungen
- Frenzel, Nils (* 1991), deutscher Autor und Journalist
- Frenzel, Oskar (1855–1915), deutscher Tier- und Landschaftsmaler
- Frenzel, Paul (1824–1872), deutscher Landschafts- und Tiermaler
- Frenzel, Ralf (* 1963), deutscher Verleger
- Frenzel, Robert (1888–1977), deutscher Schulleiter
- Frenzel, Roland (1938–2004), deutscher Maler und Grafiker
- Frenzel, Rudi (1923–2020), deutscher Jurist
- Frenzel, Walter (1884–1970), deutscher Textiltechniker und Hochschullehrer
- Frenzel, Walter (1892–1941), deutscher Prähistoriker, Lehrer, Dozent und Museumsleiter
- Frenzel, Willi (1879–1953), deutscher Radrennfahrer und Radsportfunktionär
- Frenzel-Röhl, Anna (* 1981), deutsche Schauspielerin
- Frenzke, Peer (* 1964), deutscher Gitarrist, Produzent, Dozent und Autor
- Frenzl, Johannes (* 2001), deutscher Leichtathlet
- Frenzl, Markus (* 1970), deutscher Hochschullehrer, Designtheoretiker, Designkritiker und Designberater
- Frenzl, Otto (1909–1996), österreichischer Ingenieur